# Memorial (álbum)
Memorial es el séptimo álbum de la banda portuguesa Moonspell. Los sencillos de este álbum fueron "Finisterra" y "Luna".
Gracias a este álbum fueron galardonados como “Mejor Banda Portuguesa” en la 13.ª edición de los MTV Europe Music Awards celebrada en Copenhague (Dinamarca), y al ser la primera banda de metal en ganar dicho premio en Europa, la banda anunció nuevas apariciones en directo.

## Listado de canciones
1. In Memoriam
2. Finisterra
3. Memento Mori
4. Sons of Earth
5. Blood Tells
6. Upon the Blood of Men
7. At the Image of Pain
8. Sanguine
9. Proliferation
10. Once It Was Ours!
11. Mare Nostrum
12. Luna
13. Best Forgotten
14. Atlantic
15. Phantom North

- Datos: Q1829690